# Mil-Muğan FK
Maillots
Le Mil-Muğan Futbol Klubu, plus couramment abrégé en Mil-Muğan FK, est un ancien club azerbaïdjanais de football fondé en 2004 et disparu en 2018, et basé dans la ville d'Imishli.

## Historique
- 2004 : fondation du club

## Bilan sportif

### Palmarès
| Compétitions nationales                        |
| ---------------------------------------------- |
| - Coupe d'Azerbaïdjan : - Finaliste : 2006-07. |

### Bilan européen
Note : dans les résultats ci-dessous, le score du club est toujours donné en premier
| Saison    | Compétition     | Tour           | Club             | Domicile | Extérieur | Total |
| --------- | --------------- | -------------- | ---------------- | -------- | --------- | ----- |
| 2006      | Coupe Intertoto | Premier tour   | FC Tiraspol      | 1 - 0    | 0 - 2     | 1 - 2 |
| 2007-2008 | Coupe UEFA      | Premier tour Q | Groclin Grodzisk | 0 - 0    | 0 - 1     | 0 - 1 |

Légende
- Victoire ou qualification pour le tour suivant
- Match nul
- Défaite ou élimination de la compétition

## Personnalités du club

### Présidents du club
- Mirheydar Safiyev

### Entraîneurs du club
- Khalig Mustafayev

### Anciens joueurs
- Kamal Guliyev
- Farrukh Ismayilov
- Fábio Luís Ramim
- Sasha Yunisoglu